# Distrikt Tumán
Der Distrikt Tumán liegt in der Provinz Chiclayo in der Region Lambayeque im Nordwesten von Peru. Der Distrikt hat eine Fläche von 130,34 km². Beim Zensus 2017 wurden 27.782 Einwohner gezählt. Im Jahr 2007 lag die Einwohnerzahl bei 28.120. Sitz der Distriktverwaltung ist die Stadt Tumán. Der Distrikt wurde am 29. Januar 1998 gegründet. Er wurde dabei aus dem bestehenden Distrikt Picsi herausgelöst.
Der Distrikt Tumán befindet sich in der Küstenebene von Nordwest-Peru 15 km östlich der Großstadt Chiclayo. Er liegt zentral in der Provinz Chiclayo. Er hat eine maximale Längsausdehnung in Nord-Süd-Richtung von etwa 20 km. Der Unterlauf des Río Chancay durchquert den südlichen Teil des Distrikts in westlicher Richtung. Südlich des Flusslaufs befindet sich eine wüstenhafte Hügellandschaft. Ansonsten wird im Distrikt bewässerte Landwirtschaft betrieben.
Der Distrikt Tumán grenzt im Nordwesten an den Distrikt Picsi, im Norden an den Distrikt Manuel Antonio Mesones Muro (Provinz Ferreñafe), im Osten an die Distrikte Pátapo und Pucalá, im Süden an den Distrikt Saña sowie im Südwesten an den Distrikt Pomalca.